# Philippe-François d’Albignac de Castelnau

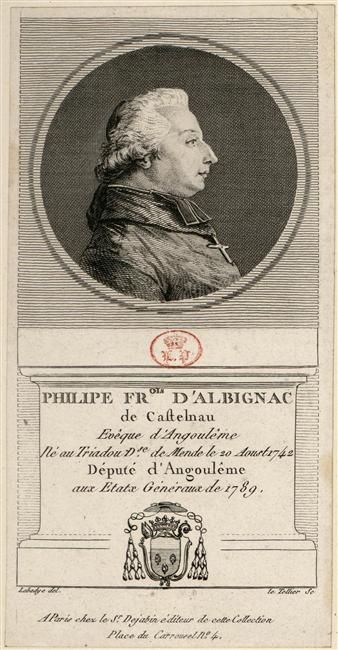
Philippe-François d’Albignac de Castelnau 1789

Philippe-François d’Albignac de Castelnau (* 20. August 1742 im Schloss Triadou in Peyreleau, Département Aveyron; † 3. Januar 1814 in London) war Bischof von Angoulême und Mitglied der im Mai 1789 von König Ludwig XVI. einberufenen Generalstände und der daraus hervorgegangenen verfassunggebenden Nationalversammlung, der Konstituante.

## Leben

### Aufstieg
Er war der zweite Sohn des Vicomte François-Antoine d’Albignac du Triadou (* 1712), aus dem weit verzweigten Geschlecht Albignac, und dessen Frau Anne-Elisabeth de Montboissier-Beaufort-Cannillac († 1752). Er trat in den geistlichen Stand ein und wurde Almosenier des Königs und dann Generalvikar des Bischofs Joseph-Dominique de Cheylus von Bayeux. Am 25. Juni 1784 wurde er zum Bischof von Angoulême ernannt und am 18. Juli 1784 geweiht.

### Politik

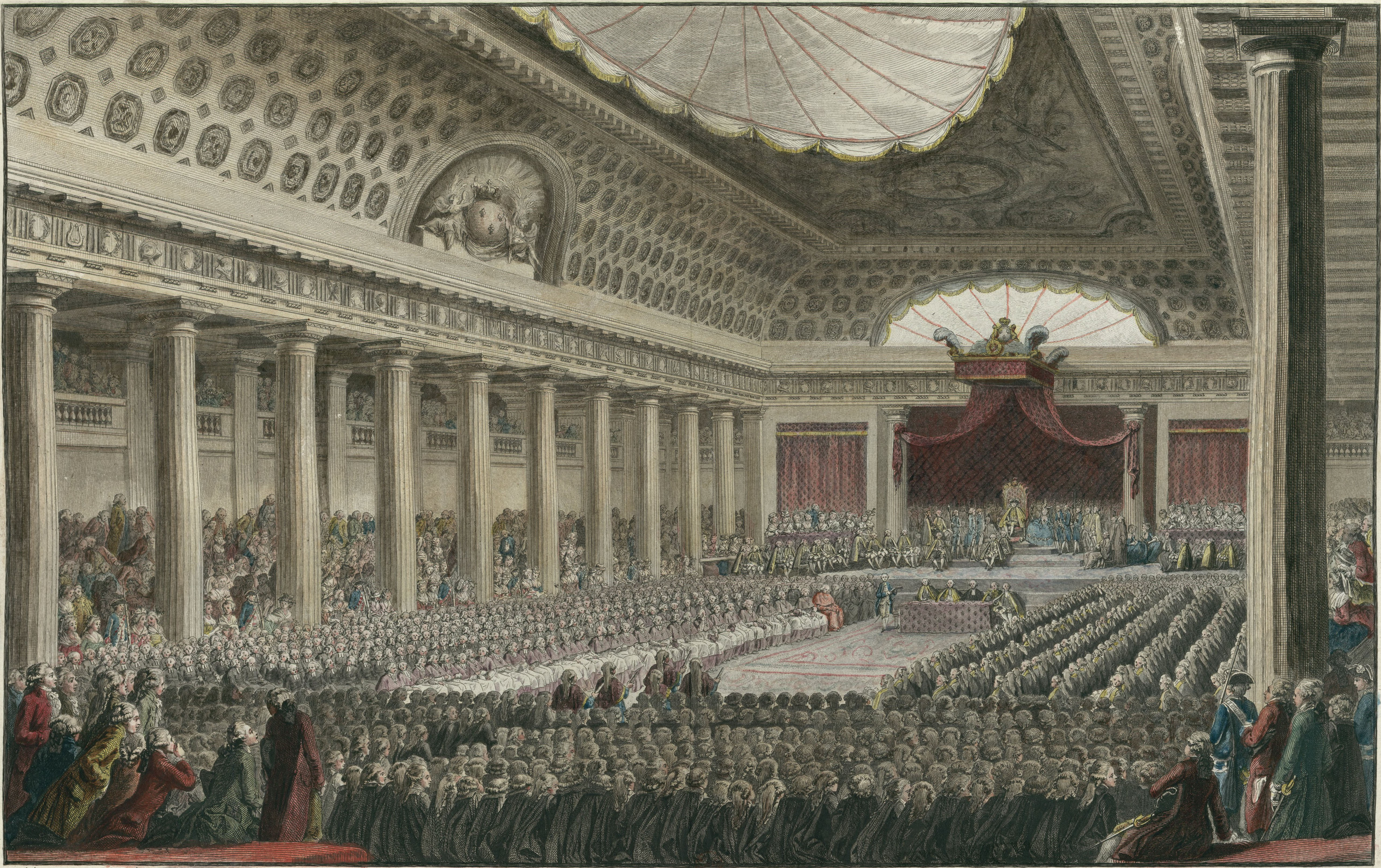
Eröffnung der Generalstände am 5. Mai 1789 in Versailles

Am 20. März 1789 wurde er im Verwaltungs- und Wahlbezirk (sénéchaussée) des Angoumois als einer der drei Vertreter des Klerus in die letzten von Ludwig XVI. einberufenen Generalstände gewählt.  Einer der beiden anderen war der ambitionierte und am folgenden Tag gewählte Pfarrer von Saint-Martin in Angoulême, Pierre Mathieu Joubert, der in den entscheidenden Fragen entgegengesetzte Positionen vertrat.  Albignac war ein bedingungsloser Verfechter der bestehenden Ordnung. In der Frage, ob nach Ständen oder nach Köpfen abgestimmt werden sollte, stand er kompromisslos in Opposition zur Abstimmung nach Köpfen, selbst als Sondergesandte aus Angoulême den Generalständen mitteilten, dass der dortige Klerus für die Abstimmung nach Köpfen sei. Ebenso eisern lehnte er die am 12. Juli 1790 beschlossene Zivilverfassung des Klerus ab. In beiden Fällen legte er schriftliche Proteste gegen die Mehrheitsentscheidungen des Parlaments ein, während Joubert mit der Mehrheit votierte.  Er zog sich aus Protest auf sein Schloss Triadou zurück und sandte am 24. Dezember 1790 einen Brief an die Verwaltung des Départements Charente, in dem er sich weigerte, deren Anordnungen zu befolgen und sich der neuen Zivilverfassung des Klerus zu unterwerfen. Er wurde seines Amtes enthoben, und am 8. März 1791 wurde sein Gegenspieler Joubert zum Konstitutionellen Bischof von Angoulême gewählt und am 27. März in der Kathedrale Notre-Dame de Paris mit mehreren anderen neuen Bischöfen von Jean Baptiste Joseph Gobel, dem Konstitutionellen Erzbischof von Paris, geweiht.
Albignac gab jedoch noch nicht klein bei. Am 8. April 1791 schickte er ein Schreiben an „Herrn Joubert, Pfarrer von St. Martin d'Angouleme“, und am 12. April veröffentlichte er eine Anweisung des Bischofs zur Wahl vom 8. März sowie Anweisungen an die Priester und Vikare, die noch nicht den neuen Eid abgelegt hatten.
Andererseits hatten ihn seine Gegner bereits im Februar 1791 beschuldigt, ein Aufrührer und der heimliche Kopf einer gegenrevolutionären Räuberbande zu sein, die in seiner Heimatregion im Département Aveyron ihr Unwesen trieb, und am 27. Juli 1791 schickten die Behörden aus Millau einen Trupp Milizionäre auf sein Château Triadou in Peyreleau, die es durchsuchten und ausplünderten und dabei unter einer Stufe der Haupttreppe zwei Kästen mit Gold und Silber fanden. Die Anschuldigungen gegen den Bischof waren wohl haltlos und lediglich der Vorwand für die Durchsuchung des Schlosses und die Beschlagnahme des seit langem dort vermuteten Schatzes eines seiner Vorfahren, Pierre III. d’Albignac.

### Exil und Tod
Ein am 26. August 1792 verabschiedetes Gesetz zwang alle Priester und Bischöfe, die den Eid auf die Zivilverfassung nicht leisteten, ins Exil. Nachdem die Verfassung des 3. September 1791 verabschiedet worden war, benannte Albignac zunächst drei Treuhänder, die ehemaligen Generalvikare Jean Vigneron, Pierre Lambert des Andreaux und Henri Lafaux de Chabrignac, und ging dann am 28. November 1792 über Dieppe ins Exil nach London.
Sein Nachfolger in Angoulême, Pierre-Matthieu Joubert, amtierte nur bis zum 26. Dezember 1792, trat zurück, entsagte der Kirche, heiratete und übernahm öffentliche Ämter. Das Bistum Charente blieb danach bis zum Juni 1802 unbesetzt.
Albignac verweigerte den durch das am 18. April 1802 verkündete Konkordat Pius VII. mit Napoleon geforderten Rücktritt und wurde gegen seinen Willen abgesetzt.  Er weigerte sich jedoch, dies zu akzeptieren.  Am 4. Juli 1802 veröffentlichte er aus London eine Verordnung, in der er seine Befugnisse provisorisch an den vom Papst ernannten Nachfolger, Dominique Lacombe, delegierte, der seit dem 20. Juni 1802 den Bischofsstuhl in Angoulême innehatte.  Als Lacombe jedoch in zwei Briefen, an den Bischof von Bayeux und an einen Kanoniker in Saint-Bertrand-de-Comminges sagte, er habe nie der Zivilverfassung des Klerus entsagt, habe keine päpstliche Absolution davon erhalten und benötige eine solche auch nicht, trat Albignac wieder in Aktion.  Am 12. September veröffentlichte er eine Erklärung, mit der er die vorherige widerrief und die Befugnisse wieder an sich nahm, die er meinte, delegiert zu haben. Zwar war man in Angoulême von Lacombes Schreiben und Verhalten schockiert, aber Albignacs Versuch, den Bischofsstuhl doch wieder an sich zu bringen, wurde ignoriert. Er widersetzte sich danach allen Versuchen, auch der römischen Kurie, einen Ausgleich herbeizuführen, brach seine Beziehung mit seiner ehemaligen Diözese vollkommen ab, und starb am 3. Januar 1814 in London, ohne Frankreich noch einmal wiedergesehen zu haben.